# قانون أوم

رسم توضيحي لدائرة بسيطة بها: مصدر للجهد الكهربائي (فرق الجهد) V، ويمر بها تيار كهربائي شدته I، ومقاومة كهربائية قيمتها R.

قانون أوم هو مبدأ أساس في الكهرباء، أطلق عليه هذا الاسم نسبة إلى واضعه الفيزيائي الألماني «غيورغ زيمون أوم».
فقد أجرى أوم تجارب لقياس فرق الجهد الكهربائي المطبق على دوائر كهربائية بسيطة وشدة التيار الكهربائي المار فيها، مع تغيير طول السلك المستخدم فيها. واستنتج بعض المعادلات المعقدة والتي جرى تعديلها حتى وصلت لصورتها البسيطة المبينة لاحقا.
وينص هذا القانون على أن فرق الجهد الكهربائي بين طرفي ناقل معدني يتناسب طرديا مع شدة التيار الكهربائي المار فيه.
{\displaystyle V\propto I}
يتم تعريف النسبة الثابتة بين فرق الجهد وشدة التيار بالمقاومة الكهربائية ويرمز إليها بالحرف اللاتيني R. ويلاحظ أن المقاومة R لناقل ما هي إلا قيمة ثابتة ولا تتغير بتغير فرق الجهد بين طرفيه، ويعبر عن هذا المبدأ من خلال المعادلة التالية:
{\displaystyle \color {green}R={\frac {\color {red}V}{\color {blue}I}}}
كما يمكن التعبير عن نفس المعادلة بصيغة أخرى: {\displaystyle V=R\cdot I}
حيث:
- V: هي فرق الجهد الكهربائي بين طرفي الناقل المعدني (المقاومة) ويقاس بوحدة تسمى بالفولت، ويرمز له بالرمز (V).
- I: هي شدة التيار الكهربائي المار في الناقل ويقاس بوحدة تسمى بالأمبير، ويرمز له بالرمز (A).
- R: هي مقاومة الناقل للتيار وتقاس بوحدة تسمى بالأوم، ويرمز لها بالرمز (Ω).

ويمكن صياغة القانون السابق حسب الوحدات الكهربائية كالتالي: {\displaystyle 1\Omega =1{\frac {V}{A}}}

## أصل قانون أوم

نموذج درود (بالإنجليزية: Drude) يبين الإلكترونات (باللون الأزرق) تتحرك باستمرار بين بلورات الأيونات (باللون الأحمر).

توضح نظريات ميكانيكا الكم أن شدة التيار تعتمد على المجال الكهربي. وبهذا يمكن استخدام نموذج درود (بالإنجليزية: Drude) لتفسير قانون أوم. حيث يعامل نموذج درود الإلكترونات (أو أي حاملات للشحنة) كما لو كانت كرات تتحرك (تتصادم) بين الآيونات المكونة لتركيب المادة. وهذه الإلكترونات تتسارع في عكس إتجاه المجال الكهربائي المطبق على المادة. وتتصادم هذه الإلكترونات مع أيونات المادة، ومع كل تصادم تنحرف الإلكترونات بسرعات عالية، وينتج عن ذلك حركة جماعية للإلكترونات في اتجاه يعاكس اتجاه المجال الكهربائي.
سرعة انتقال الإلكترونات تحدد شدة التيار الكهربائي وعلاقته بالجهد E.

## تحليل الدوائر
في تحليل الدوائر، تُستخدم ثلاث صيغ مكافئة لقانون أوم بالتبادل:
I= V / R
أو
{\displaystyle V=R\cdot I}
أو
{\displaystyle \color {green}R={\frac {\color {red}V}{\color {blue}I}}}
يتم الاستشهاد بكل معادلة من قبل بعض المصادر باعتبارها العلاقة التعريفية لقانون أوم، أو يتم الاستشهاد بالثلاث معًا، أو تُشتق من صيغة تناسبية، أو في بعض الأحيان يُكتفى بذكر المعادلتين اللتين لا تتطابقان مع الصياغة الأصلية لأوم.
يمكن تمثيل قابلية تبادل الصيغ بمثلث، حيث يوضع V (الجهد) في الجزء العلوي، و I (التيار) في الجزء الأيسر، و R (المقاومة) في الجزء الأيمن. ويشير الخط الفاصل بين الجزأين العلوي والسفلي إلى عملية القسمة (ومن هنا جاءت إشارة الكسر).

### الدوائر المقاومة
المقاومات هي عناصر في الدوائر تعيق مرور الشحنة الكهربائية بما يتوافق مع قانون أوم، وقد صُممت لتكون لها قيمة محددة من المقاومة R. في المخططات التخطيطية تُرسم المقاومة على شكل مستطيل طويل أو خط متعرج. ويُطلق على العنصر (مقاومة أو موصل) الذي يتصرف وفقًا لقانون أوم ضمن مجال عمل معين اسم جهاز أومي (أو مقاومة أومية) لأن قانون أوم وقيمة واحدة للمقاومة يكفيان لوصف سلوكه ضمن ذلك المجال.
يسري قانون أوم على الدوائر التي تحتوي فقط على عناصر مقاومة (من دون سعات أو محاثات) مع جميع أشكال الجهد أو التيار، سواء كان الجهد أو التيار مستمرًا (DC) أو متغيرًا بمرور الزمن مثل (AC). وفي أي لحظة زمنية يكون قانون أوم صحيحًا لتلك الدوائر.
يمكن تجميع المقاومات الموصولة على التوالي أو التوازي في مقاومة مكافئة واحدة من أجل تطبيق قانون أوم في تحليل الدائرة.

### الدوائر الفعالة مع الإشارات المتغيرة زمنيًا
عندما تدخل عناصر فعالة مثل المكثفات أو المحاثات أو خطوط النقل في دائرة يُطبق عليها جهد أو تيار متغير مع الزمن أو متردد (AC)، تصبح العلاقة بين الجهد والتيار حلًا لمعادلة تفاضلية. وبالتالي فإن قانون أوم (بصيغته السابقة) لا ينطبق مباشرة، لأنه يتضمن فقط المقاومات ذات القيمة R، وليس الممانعات المعقدة التي قد تحتوي على سعة (C) أو محاثة (L).
تأخذ المعادلات الخاصة بالدوائر المترددة الثابتة زمنيًا الشكل نفسه لقانون أوم. غير أن المتغيرات تُعمم إلى أعداد مركبة، وتُكتب أشكال الموجات للتيار والجهد على هيئة أسية مركبة.
إن التعميم المركب للمقاومة هو الممانعة، ويرمز لها عادةً Z؛ ويمكن إظهار أنه بالنسبة إلى محث:
Z= s L
وبالنسبة إلى مكثف:
Z= 1 / s C
وبذلك يمكننا أن نكتب:
V= Z I
حيث V و I هما الثوابت المركبة في الجهد والتيار على التوالي، و Z هي الممانعة المركبة.
إن هذه الصيغة من قانون أوم، حيث تحل Z محل R، تُعمم الشكل الأبسط. وعندما تكون Z مركبة، يكون الجزء الحقيقي منها فقط مسؤولًا عن تبديد الحرارة.
في دائرة كهربائية مترددة عامة، تتغير Z بشكل كبير مع معامل التردد s، وكذلك تتغير العلاقة بين الجهد والتيار.
إن الأجزاء الحقيقية من هذه التيارات والجهود المركبة تصف التيارات والجهود الجيبية الفعلية في الدائرة، والتي يمكن أن تكون في أطوار مختلفة بسبب الثوابت المركبة المختلفة.